# Auranofin
Auranofin (Handelsname: Ridaura) ist eine organische Goldverbindung, die früher als Arzneistoff in der Basistherapie chronischer, fortschreitender rheumatoiden Arthritis verwendet wurde. Wegen des sehr verzögerten Wirkungseintritts und der unerwünschten Nebenwirkungen wird sie heute nur noch in Ausnahmefällen bei Versagen anderer Basistherapeutika wie Methotrexat eingesetzt.
Der Wirkungsmechanismus der Substanz ist nicht bekannt, vermutet wird jedoch, dass Auranofin an Cysteinreste im katalytischen Zentrum von proinflammatorischen Transkriptionsfaktoren z. B. von AP-1 und NF-κ-B bindet und so deren Bindung an ihre DNA-Konsensussequenzen verhindert. Dadurch wird die Expression von Entzündungsmediatoren reduziert. Diskutiert wird auch darüber, ob das Gold mit den SH-Gruppen reagiert.
Auranofin ist oral (in Tablettenform) anwendbar und wurde erstmals 1982 zugelassen. Das Fertigarzneimittel ist in vielen Ländern der EU erhältlich.